# کرار محمد
کرار محمد (انگلیسی: Karrar Mohammed؛ زادهٔ ۶ مارس ۱۹۸۹) بازیکن فوتبال اهل عراق است.
از باشگاه‌هایی که در آن بازی کرده‌است می‌توان به باشگاه فوتبال الشرطه (عراق) اشاره کرد.
وی همچنین در تیم ملی فوتبال عراق بازی کرده‌است.